# Achimenes
Achimenes is een geslacht van tropische bloeiende planten. De naam is afgeleid van het Griekse acheimenos. A houdt een ontkenning in en cheimon betekent storm of winterkoude. De planten hebben inderdaad een hekel aan koude.
De ca. 50 soorten komen voor in Midden-Amerika, het Caribisch gebied en Zuid-Amerika. Het grootste deel stamt uit Brazilië, Mexico en Guatemala.
Het zijn bladverliezende, overblijvende planten, rechtopgaand en meestal behaard. De groeiwijze is bossig met over het algemeen onvertakte stengels. De bladeren zijn ei- tot lancetvormig, gekarteld en donkergroen. De vijftallige bloemen bestaan uit met elkaar vergroeide bloembladen die in een buis eindigen. De kleuren variëren van wit via roze tot paars, maar er bestaan ook gele soorten. Onder de grond zitten geschubde wortelstokken, die wit, roze of lila getint zijn.
Achimenes-soorten en -hybriden worden veel gebruikt als kasplant, kamerplant of (vooral in subtropische regio's) als tuin- of terrasplant. Er zijn een groot aantal hybriden ontwikkeld, vooral van de soorten Achimenes grandiflora en Achimenes longiflora, die grote bloemen hebben. Ook zijn Achimenes-soorten met soorten van andere geslachten (Smithiantha, Eucodonia ) gekruist. Deze plant heeft veel licht nodig maar geen direct zonlicht. Het houdt van vochtige warmte van rond de 20 graden Celsius, in de winter tijdens de rust volstaat 8 graden Celsius. 

## Enkele soorten
- Achimenes admirabilis
- Achimenes antirrhina
- Achimenes cettoana
- Achimenes dulcis
- Achimenes erecta
- Achimenes grandiflora
- Achimenes heterophylla
- Achimenes longiflora
- Achimenes mexicana
- Achimenes patens
- Achimenes pedunculata